# 陈东 (足球运动员)
陈东（1978年5月3日—），中國足球运动員，司职守门员。
陈东多次入选各级国字号球队，1995年，入选中国国青队，并参加了亚洲青年锦标赛。1998年10月入选中国亚运代表队，参加在泰国举行的亚运会。1999年又入选中国国奥队。
陈东在1996年进入大连万达也曾长期占据大连实德主力门将的位置，帮助球队夺得多个联赛冠军。
2003年陈东入选中国国家队。
2009年赛季开始前，实德继续大甩卖的做法，试图将包括陈东、胡兆军在内的一批一线主力挂牌，队中只留下三名1985年以前出生的球员。不过最终没有球队问津，陈东再次返回球队，不过球衣号码却从象征主力门将的1号变成了40号。
2021年12月以来，担任大连英博（前大连读行，大连智行）足球俱乐部总经理，并领导球队三年从中冠，中乙，中甲到中超的四连升的壮举。